# TTC Frickenhausen
Der Tisch-Tennis Club Frickenhausen ist ein Sportverein in der baden-württembergischen Gemeinde Frickenhausen. Im Jahr 2019 wurde der Vereinsname in Tischtennis Frickenhausen geändert.

## Vereinsgeschichte
Der TTC Frickenhausen wurde am 25. Juli 1971 als reiner Tischtennisverein gegründet. Erster Vorsitzender bis 2016 war Rolf Wohlhaupter-Hermann, der auch Gründungsmitglied des Vereins ist.
Ab 1995 spielte die erste Herren-Mannschaft des Vereins in der Tischtennis-Bundesliga; der Aufstieg nach elfjähriger Zugehörigkeit zur 2. BL wurde von Qiu Jianxin, Peter Stellwag, Jürgen Rebel, Rüdiger Klein, Ralf Dooley und Hartmut Frank erkämpft. Die größten Erfolge waren die Meisterschaftsgewinne 2006 und 2007.
Ab 1998 trat der Verein unter der Bezeichnung TTC metabo Frickenhausen an, benannt nach dem Werkzeughersteller. Nach dem Ausstieg dieses Sponsors wurde dessen Name durch Beschluss der Mitgliederversammlung vom 15. August 2005 aus dem Vereinsnamen gestrichen. Im April 2008 fusionierte der TTC Frickenhausen mit dem Bundesligaverein Müller Würzburger Hofbräu, der neue Vereinsname lautete TTC Müller Frickenhausen/Würzburg. Ein Jahr später wurde diese Fusion wieder rückgängig gemacht, die Vereine wurden wieder selbständig. Im Jahr 2010 musste der TTC den Gang in die 2. Bundesliga antreten. Gewonnen werden konnte wieder ein Hauptsponsor. Der TTC hieß ab dem 1. Juli 2010 TTC matec Frickenhausen. In der Folgesaison schaffte die Mannschaft den direkten Wiederaufstieg in die TTBL. 2015 löste der Verein aus finanziellen Gründen die 1. Mannschaft auf und zog sich aus der Bundesliga zurück. Nach dem Ausstieg von matec zum Ende der Saison 2014/15 wurde auch der Vereinsname wieder in TTC Frickenhausen geändert. Nach der Saison 2017/18 erfolgte, erneut aus finanziellen Gründen, der Rückzug aus der 2. Liga und damit aus dem Profisport. Seit der Saison 2018/19 spielt das Herrenteam in der Landesklasse (9. Liga). Nach dem Zusammenschluss mit der Tischtennisabteilung des TSV Frickenhausen im Jahr 2019 wurde der Vereinsname in Tischtennis Frickenhausen geändert.
Die zweite Mannschaft spielte zuletzt in der Saison 2014/15 auch in der 2. Bundesliga. In dieser Mannschaft waren die Nachwuchstalente Liang und Dang Qiu aktiv. Bei der Jugendeuropameisterschaft in Istanbul 2010 gewannen die Schüler Bronze mit der Mannschaft. Dang Qiu wurde zudem Dritter im Schülereinzel. Die erste Damen-Mannschaft ist in der Oberliga Baden-Württemberg aktiv. Insgesamt nehmen vier Herren-, drei Damen- und drei Jugendteams am Spielbetrieb teil.
Im Jahr 2020 gründete der Verein erstmals eine eigene Behindertensportabteilung. Im Rahmen dieser Abteilung nehmen seit der Saison 2020/21 insgesamt drei Rollstuhltischtennis-Mannschaften am Spielbetrieb des Deutschen Rollstuhlsportverbandes teil. Die erste Rollstuhltischtennis-Mannschaft geht dabei in der 1. Rollstuhl-Tischtennisbundesliga an den Start. Die zweite und dritte Mannschaft starten in der Regionalliga. Als Führungsspieler konnte der zweifache Paralympics-Medaillengewinner und mehrfacher Welt- und Europameister im Rollstuhltischtennis in der Wettkampfklasse 3 Thomas Brüchle gewonnen werden. Neben acht Rollstuhlspielern starten auch vier stehend behinderte Spieler bei Wettkämpfen im Para-Tischtennis für Tischtennis Frickenhausen.

## Saisondaten
| Liga              | 0 Spielklasse 0 | 0 Saison 0 | 0 Platz (von) 0 | 0Spiele0 | Punkte | Anmerkungen          |
| ----------------- | --------------- | ---------- | --------------- | -------- | ------ | -------------------- |
| Bundesliga        | 1. Liga         | 2000/01    | 4 (10)          | 75:74    | 19:17  |                      |
| Bundesliga        | 1. Liga         | 2001/02    | 2 (10)          | 92:55    | 27:9   | Playoff-Halbfinalist |
| Bundesliga        | 1. Liga         | 2002/03    | 5 (10)          | 83:77    | 20:16  |                      |
| Bundesliga        | 1. Liga         | 2003/04    | 6 (9)           | 69:65    | 15:17  |                      |
| Bundesliga        | 1. Liga         | 2004/05    | 4 (9)           | 73:53    | 20:12  | Playoff-Finalist     |
| Bundesliga        | 1. Liga         | 2005/06    | 1 (10)          | 101:36   | 30:6   | Meister              |
| Bundesliga        | 1. Liga         | 2006/07    | 2 (10)          | 98:61    | 27:9   | Meister              |
| Bundesliga        | 1. Liga         | 2007/08    | 2 (10)          | 93:58    | 27:9   | Playoff-Finalist     |
| Bundesliga        | 1. Liga         | 2008/09    | 3 (9)           | 36:24    | 20:12  | Playoff-Halbfinalist |
| Bundesliga        | 1. Liga         | 2009/10    | 10 (10)         | 27:48    | 10:26  | Abstieg              |
| 2. Bundesliga Süd | 2. Liga         | 2010/11    | 1 (10)          | 160:45   | 34:2   | Aufstieg             |
| Bundesliga        | 1. Liga         | 2011/12    | 9 (10)          | 33:45    | 12:24  | Klassenerhalt1       |
| Bundesliga        | 1. Liga         | 2012/13    | 7 (8)           | 20:31    | 10:18  |                      |
| Bundesliga        | 1. Liga         | 2013/14    | 3 (10)          | 44:28    | 24:12  | Playoff-Halbfinalist |
| Bundesliga        | 1. Liga         | 2014/15    | 8 (10)          | 25:49    | 8:28   | Abstieg2             |
| 2. Bundesliga     | 2. Liga         | 2015/16    | 4 (10)          | 87:77    | 21:15  |                      |
| 2. Bundesliga     | 2. Liga         | 2016/17    | 9 (10)          | 60:94    | 10:26  |                      |
| 2. Bundesliga     | 2. Liga         | 2017/18    | 6 (10)          | 82:78    | 26:6   |                      |
| Kreisliga A       | 12. Liga        | 2018/19    | 2 (9)           | 125:56   | 18:18  |                      |
| Landesklasse      | 9. Liga         | 2019/20    |                 |          |        |                      |

1da nur ein Aufsteiger
2aus finanziellen Gründen

## Bekannte ehemalige Spieler
- Torben Wosik
- Peter Stellwag
- Jürgen Rebel
- Michael Krumtünger
- Tan Ruiwu
- Bastian Steger
- Ulf Thorsell
- Qiu Jianxin
- Ding Song
- Ding Yi
- Ma Wenge
- Patrick Baum
- Peter Franz
- Kenta Matsudaira
- Kenji Matsudaira
- Bojan Tokič
- Jens Lundqvist
- Steffen Mengel
- Kōki Niwa
- Masataka Morizono

## Erfolge
- 1998/1999 – Deutscher Tischtennis-Vizemeister, Frickenhausen unterlag im Endspiel dem TTC Zugbrücke Grenzau.
- 2002/2003 – Zweiter im ETTU Cup gegen Montpellier TT (Frankreich) mit der Mannschaft Ding Song, Jens Lundqvist, Peter Franz.
- 2004/2005 – Deutscher Tischtennis-Vizemeister.
- 2004/2005 – Deutscher Pokalsieger in der Besetzung Jens Lundqvist, Ma Wenge, Torben Wosik und Bojan Tokič durch einen Erfolg gegen die TTF Ochsenhausen.
- 2006 – ETTU-Cup-Sieger. Das Team Ma Wenge, Jens Lundqvist und Bojan Tokič gewann das Endspiel gegen SV Plüderhausen.[7]
- 2005/2006 Deutscher Tischtennismeister.
- 2006/2007 Deutscher Tischtennismeister.
- 2006/2007 Deutscher Pokalsieger. In dieser Spielzeit spielt die Herren-Bundesliga-Mannschaft in der Aufstellung Ma Wenge, Bastian Steger, Bojan Tokič, Patrick Baum, Kenichi Takakiwa, Trainer war Qiu Jianxin.